# Astronia lagunensis
Astronia lagunensis är en tvåhjärtbladig växtart som beskrevs av Elmer Drew Merrill. Astronia lagunensis ingår i släktet Astronia och familjen Melastomataceae.

## Underarter
Arten delas in i följande underarter:
- A. l. pachyphylla
- A. l. pauciflora